# Le Marais
Koordinaten: 66° 46′ 0″ S, 141° 34′ 0″ O
Le Marais (französisch für Das Marschland) ist ein kleines, größtenteils vereistes und durch Felsvorsprünge umsäumtes Gebiet an der Küste des ostantarktischen Adélielands. Es bildet einen Teil der Halbinsel hinter dem Kap Découverte.
In den antarktischen Sommermonaten ist das Gebiet gekennzeichnet durch zahlreiche schlammige Schmelzwassertümpel, denen es seinen deskriptiven Namen zu verdanken hat.
Die Benennung erfolgte durch Teilnehmer einer von 1950 bis 1951 dauernden französischen Antarktisexpedition.